# Trichilia triacantha
Trichilia triacantha (Bariaco) là một loài thực vật thuộc họ Meliaceae. Đây là loài đặc hữu của Puerto Rico. Chúng hiện đang bị đe dọa vì mất môi trường sống.

## Hình ảnh

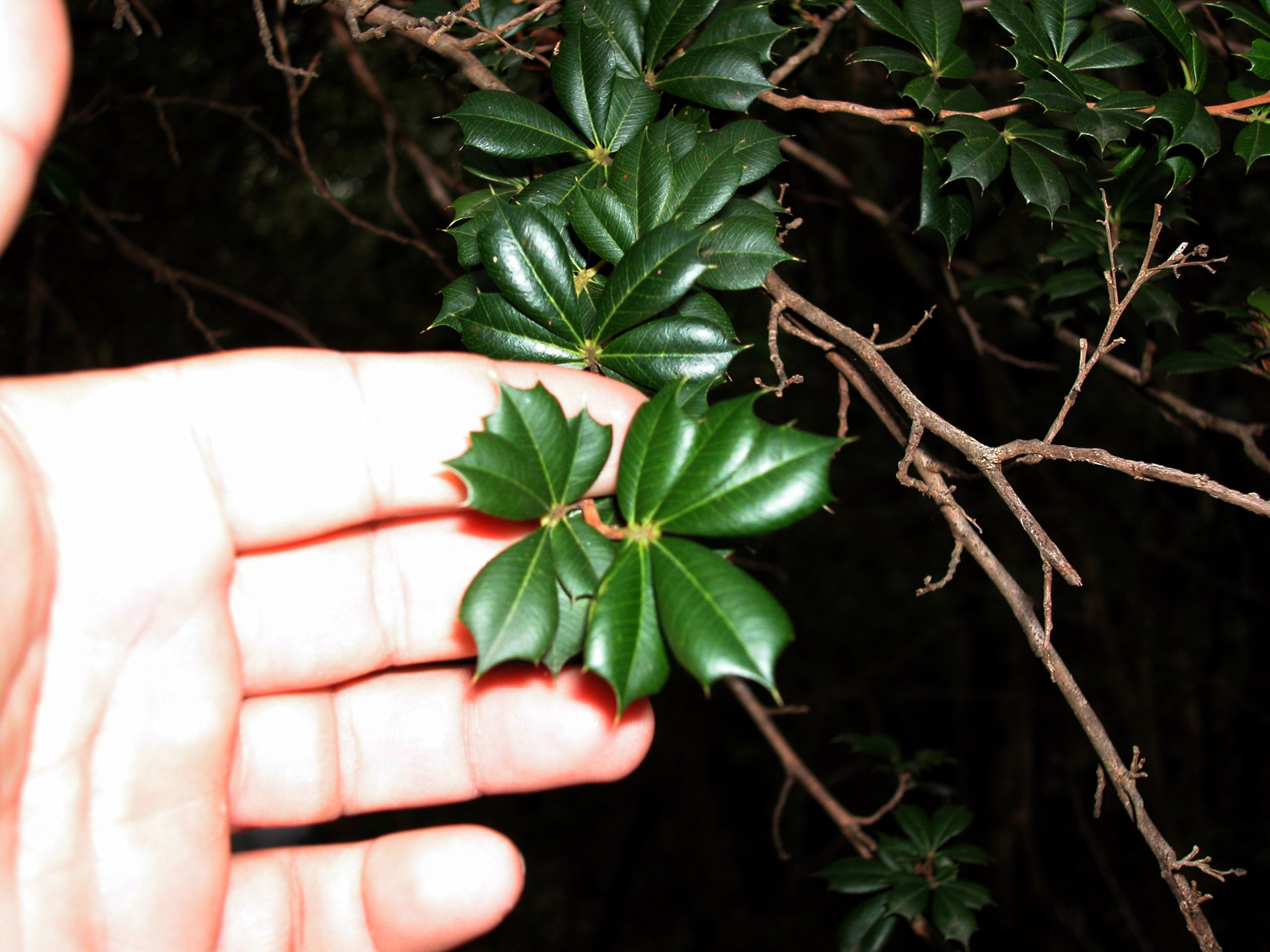